# The Dirty Pair
Pour les articles homonymes, voir Dirty Pair.
 The Dirty Pair est un comics américain de style manga scénarisé et dessiné principalement par Adam Warren, basé sur les personnages de la série de romans Dirty Pair (ダーティペア, Dāti Pea) écrite par Haruka Takachiho. Ces romans furent également adaptés en animé, animé diffusé sous le nom Dan et Danny en France.

## Historique de la publication
La société américaine de comics et traducteur de manga Studio Proteus acquiert en 1988 les droits pour créer la version comics de Dirty Pair, et les trois premiers épisodes (Dirty Pair : Biohazards, Dirty Pair II : Dangerous Acquaintances et The Dirty Pair III : Plague of Angels) ont été publiées par l'éditeur Eclipse Comics,, disparu depuis. Plus tard, les droits furent transférés à Dark Horse Comics. Les trois premiers épisodes ont été écrits par Toren Smith et Adam Warren et dessinés par Warren. N'ayant pas les droits sur la série animée, Warren est obligé de changer certains visuels, en particulier le design de « l'uniforme » de Kei et Yuri et celui de leur vaisseau, le Lovely Angel. Après le départ de Smith, Warren reprend totalement l'écriture. Le style du comics est beaucoup plus cyberpunk que les autres versions de Dirty Pair, et les histoires, à partir de Fatal but not Serious, se déplacent vers le genre transhumain et posthumain.
En France, Dirty Pair III: A Plague Of Angel fut publié dans le magazine Kaméha en 1994 sous le titre Peste d'Ange. Fatal But Not Serious fut également traduite, éditée et diffusée en kiosque par Semic de juillet à novembre 2000 en 3 numéros.

## The Lovely Angels
Kei et Yuri sont deux agentes (Division criminelle, Classe A) de la WWWA (World Welfare Work Association ou 3WA), nom de code Lovely Angels, mais plus connues à travers les Galaxies-Unies (United Galactica ou UG) sous le nom de Dirty Pair, un surnom donné par la presse en raison de leur malchance et leur capacité à conduire toutes leurs missions à la catastrophe, bien qu'elles soient toujours lavées de tout soupçon par l'ordinateur central de l'UG, car les dégâts ne sont jamais vraiment de leur faute (bien que leur simple présence ne fait qu'empirer les choses). Bien qu'elles se battent et se chamaillent à tout bout de champ, elles sont les meilleures amies du monde, fidèles et inséparables, ce qui leur vaut le surnom de Dirty Pair.
- Kei : née le 27/11/2122, 19 ans, elle a été améliorée génétiquement (Upgrade de type Lucien, bien que Yuri prétende parfois qu'elle est de type Yamashita), elle a de longs cheveux rouges avec une grande frange, les yeux bruns (parfois verts), elle mesure 1,74 m pour 59 kg. Kei est le Garçon manqué de la paire, sans-gêne, bruyante et impétueuse, comme elle le prétend elle-même « elle est la moitié la plus excitante de la paire » et que « l'alcool et le sexe sont de sa responsabilité ». Mais même si elle se bat et se dispute souvent avec Yuri, elle dévoile aussi parfois un aspect tendre de sa personnalité, révélant dans la série Sim Hell que sa plus grande peur est de perdre Yuri, ou lorsque les yeux larmoyants elle apprend la mort de l'original de Yuri dans Fatal But Not Serious. Kei a une grande passion pour le Cheesecake, les grosses armes à feu, les Mechas tranchants et les technos martiales.

- Yuri : née le 12/09/2141 (originale), 18/03/2122 (pour le clone courant), 19 ans, elle a été améliorée génétiquement (Upgrade de type Lucien), elle a de longs cheveux noirs, yeux bleus, fait 1,71 m pour 58 kg. Yuri est la plus féminine des deux, étant la plus sage, modeste, polie et amicale des deux. Cela semble provenir de son éducation traditionnelle japonaise, et, probablement aussi de la peur de ce que pensent les gens d'elle et de toutes les catastrophes auxquelles elles sont indirectement impliquées. Au cours de Fatal But Not Serious, une autre version de Yuri est cloné à partir d'une copie volée de sa personnalité et des échantillons de tissus archivés à la 3WA. Cette version clonée de Yuri avait un « déséquilibre croissant de sérotonine » inséré dans sa neurochimie qui le rendait psychotique suicidaires, et avait pour mission de tuer Kei et Yuri originale (bien qu'elle se croyait dans une simulation), heureusement elle n'atteint que 50 % de réussite à sa mission, tuant Yuri (l'originale). Peu de temps après, le clone de Yuri reçoit des soins médicaux, et est maintenant presque identique à l'original Yuri, la remplaçant dans la Dirty Pair. Même si elle se bat souvent avec sa partenaire Kei, elle a une profonde dévotion à sa meilleure amie. Dans Sim Hell, dînant avec un « vieil ami » Dan, elle ne parle que de Kei, et quand elle apprend qu'elle était en danger, elle se précipite à son secours. Et dans Fatal But Not Serious, Yuri ne peut se résoudre à tuer de sang-froid Kei, malgré son déséquilibre neurochimique. Yuri a également une profonde admiration pour le côté rebelle de Kei, elle vole ses affaires dans Fatal But Not Serious et fait la « Bad Girl », ou tente d'agir plus comme elle après avoir enclenché le mode Synchronous Puppet, prenant chacune le contrôle du corps de l'autre et échangeant leurs personnalités dans Run From The Future.

## Publications
| Titre                                            | Scénario / Dessin / Encrage                                                      | Éditeur américain | Année | Éditeur français | Année |
| ------------------------------------------------ | -------------------------------------------------------------------------------- | ----------------- | ----- | ---------------- | ----- |
| The Dirty Pair I : Biohazards (#4)               | Adam Warren, Toren Smith / Adam Warren / Adam Warren                             | Eclipse Comics    | 1988  | -                | -     |
| The Dirty Pair II : Dangerous Acquaintances (#5) | Adam Warren, Toren Smith / Adam Warren / Adam Warren                             | Eclipse Comics    | 1989  | -                | -     |
| The Dirty Pair III : A Plague of Angels (#5)     | Adam Warren, Toren Smith / Adam Warren / Adam Warren                             | Eclipse Comics    | 1990  | Glénat           | 1994  |
| The Dirty Pair : Sim Hell (#4)                   | Adam Warren / Adam Warren / Adam Warren                                          | Dark Horse Comics | 1993  | -                | -     |
| The Dirty Pair : Fatal But Not Serious (#5)      | Adam Warren / Adam Warren / Adam Warren, Karl Story, Robert DeJesus, Tom Simmons | Dark Horse Comics | 1995  | Semic            | 2000  |
| The Dirty Pair : Start the Violence (#3)         | Adam Warren / Adam Warren / Adam Warren                                          | Dark Horse Comics | 1999  | -                | -     |
| The Dirty Pair : Run from the Future (#4)        | Adam Warren / Adam Warren / Adam Warren, Ryan Kinnaird                           | Dark Horse Comics | 2000  | -                | -     |